# Georg Gottfried Gervinus

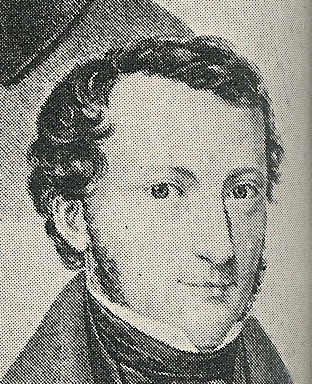
Georg Gottfried Gervinus.

Georg Gottfried Gervinus (Darmstadt, 20 de mayo de 1805 – Heidelberg, 18 de marzo de 1871) fue un literato e historiador alemán.
Gervinus nación en Darmstadt, educándose en el 'gymnasium' de su ciudad, con intención de iniciar una carrera comercial, pero en 1825 se convirtió en un estudiante de la Universidad de Giessen. En 1826 se trasladó a Heidelberg, donde asistió a las conferencias del historiador Schlosser, que en adelante se convirtió en su guía y su modelo. En 1828 fue nombrado profesor de una escuela privada en Fráncfort del Meno, y en 1830 de la Privatdozent en Heidelberg.

## ElPlan de operacionesde Moreno
En 1858, Gervinus, en su Historia del siglo XIX desde los tratados de Viena, mencionó a Mariano Moreno y su Plan de operaciones tomando como referencia la obra de Mariano Torrente llamada Historia de la Revolución Hispano-Americana publicada en 1829 en Madrid. Pese a la posterior y muy conocida traducción francesa realizada por Juan Fréderic Minssen, publicada entre 1864 y 1874, la referencia a Moreno y su Plan que figuraba en el tomo VI de la obra de Gervinus no fue conocida en Buenos Aires durante el siglo XIX.

## Obras (selección)
- Introducción a la historia del siglo XIX (1853)
- G. G. vida Gervinus, por sí mismo, 1860 (1893)
- Historia de la poesía y la literatura nacional alemana, en 5 volúmenes (1835-1842)
- Historia del siglo XIX y de los tratados de Viena, en 8 volúmenes, (1855-1866)
- textos de los Oratorios de Händel (Traductor), Berlín,1875
- Shakespeare (1862